# Liste von Sportstätten für Basketball in Frankreich
Diese Liste ist eine Aufstellung von Sportstätten für Basketball in Frankreich. Hier sind aktuelle und ehemalige Profi-Basketballvereine unabhängig von ihrer aktuellen Ligazugehörigkeit und ob ein Vereinsprofil auf Wikipedia existiert aufgeführt. Gegebenenfalls sind pro Verein auch mehrere Sportstätten gelistet.  Auch Sportstätten, wo einmalige Basketballveranstaltungen stattfanden oder stattfinden werden (zum Beispiel Olympia, WM, EM), sind aufgeführt.
| Team                                                                  | Stadt                       | Halle                                                                     | Plätze                  | Photo Innenansicht | Photo Außenansicht |
| --------------------------------------------------------------------- | --------------------------- | ------------------------------------------------------------------------- | ----------------------- | ------------------ | ------------------ |
| Pays d'Aix Basket 13                                                  | Aix-en-Provence             | Complexe sportif de La Pioline                                            | 01.200                  |                    |                    |
| Aix Maurienne Savoie Basket                                           | Aix-les-Bains               | Halle Marlioz                                                             | 01.900                  |                    |                    |
| ALS Basket Andrézieux-Bouthéon                                        | Andrézieux-Bouthéon         | Palais des sports                                                         | 01.500                  |                    |                    |
| Union féminine Angers Basket 49                                       | Angers                      | Salle Jean Bouin, Arena Loire (Trélazé)                                   | 03.000, ?               |                    |                    |
| Olympique d’Antibes                                                   | Antibes                     | Azur Arena Antibes                                                        | 05.000                  |                    |                    |
| Arras Pays d'Artois Basket Féminin                                    | Arras                       | Halle des sports Richard-Tetelin                                          | 01.500                  |                    |                    |
| Berck Basket Club                                                     | Berck                       | Palais des sports                                                         | 03.000                  |                    |                    |
| Entente Sportive Besançon MasculineEntente Sportive Bisontine Féminin | Besançon                    | Palais des sports de Besançon                                             | 04.200                  |                    |                    |
| Denek Bat Bayonne Urcuit                                              | Bidart                      | Complexe sportif El'Hogar                                                 | 0700                    |                    |                    |
| ADA Blois Basket 41                                                   | Blois                       | Salle du Jeu de Paume, Palais des sports de Blois                         | 02.525, 1.200           |                    |                    |
| Boulazac Basket Dordogne                                              | Boulazac                    | Le Palio                                                                  | 05.200                  |                    |                    |
| Stade Olympigue Maritime Boulonnais                                   | Boulogne-sur-Mer            | Salle Damrémont                                                           | 01.650                  |                    |                    |
| JL Bourg Basket                                                       | Bourg-en-Bresse             | Ekinox                                                                    | 03.548                  |                    |                    |
| Cercle Jean Macé Bourges Basket                                       | Bourges                     | Palais des sports du Prado                                                | 05.019                  |                    |                    |
| Étendard de Brest                                                     | Brest                       | Salle Marcel-Cerdan                                                       | 02.200                  |                    |                    |
| Caen Basket Calvados                                                  | Caen                        | Palais des Sports de Caen                                                 | 03.000                  |                    |                    |
| Vendée Challans Basket                                                | Challans                    | Salle Michel Vrignaud                                                     | 03.000                  |                    |                    |
| Élan Sportif Chalonnais                                               | Chalon-sur-Saône            | Le Colisée                                                                | 04.540                  |                    |                    |
| Champagne Châlons Reims Basket                                        | Châlons-en-Champagne, Reims | Complexe René-Tys, Palais des Sports Pierre de Coubertin                  | 02.781, 2.791           |                    |                    |
| Flammes Carolo Basket Ardennes                                        | Charleville-Mézières        | Caisse d’épargne Arena, Salle Bayard                                      | 02.960, 1.500           |                    |                    |
| Cholet Basket                                                         | Cholet                      | Salle de la Meilleraie                                                    | 05.191                  |                    |                    |
| Stade Clermontois Basket Auvergne                                     | Clermont-Ferrand            | Maison des Sports                                                         | 05.000                  |                    |                    |
| Denain Voltaire Basket                                                | Denain                      | Complexe Sportif de Denain                                                | 02.500                  |                    |                    |
| Jeanne d’Arc Dijon Bourgogne                                          | Dijon                       | Palais des Sports Jean-Michel Geoffroy                                    | 04.628                  |                    |                    |
|                                                                       |                             |                                                                           |                         |                    |                    |
| ALM Évreux Basket                                                     | Évreux                      | Salle Jean Fourré                                                         | 02.262                  |                    |                    |
| Fos Provence Basket                                                   | Fos-sur-Mer                 | Complexe sportif Parsemain                                                | 02.000                  |                    |                    |
| BCM Gravelines Dunkerque                                              | Gravelines                  | Sportica                                                                  | 03.043                  |                    |                    |
| Alliance Sport Alsace                                                 | Gries                       | Salle des Sept Arpents, Espace Sport La Forêt                             | 01.500                  |                    |                    |
| Landerneau Bretagne Basket                                            | Pleyber-Christ              | La Cimenterie                                                             | 02.300                  |                    |                    |
| Basket Landes                                                         | Mont-de-Marsan              | Espace François-Mitterrand                                                | 02.500                  |                    |                    |
| STB Le Havre                                                          | Le Havre                    | Salle des Docks Océane                                                    | 03.598                  |                    |                    |
| Le Mans Sarthe Basket                                                 | Le Mans                     | Antarès                                                                   | 06.003                  |                    |                    |
| ESSM Le Portel                                                        | Le Portel                   | Le Chaudron                                                               | 03.500                  |                    |                    |
| ohne Verein                                                           | Lille                       | Stade Pierre-Mauroy                                                       |                         |                    |                    |
| Limoges CSP                                                           | Limoges                     | Palais des sports de Beaublanc                                            | 05.516                  |                    |                    |
| ASVEL Lyon-Villeurbanne                                               | Lyon                        | Astroballe, LDLC Arena                                                    | 05.556, 12.000          |                    |                    |
| ohne Verein                                                           | Metz                        | Arènes de Metz                                                            | 04.525                  |                    |                    |
| AS Monaco                                                             | Monaco (Fontvieille)        | Salle Gaston Médecin                                                      | 02.840                  |                    |                    |
| USO Mondeville                                                        | Mondeville                  | Halle Bérégovoy                                                           | 02.061                  |                    |                    |
| Basket Lattes Montpellier                                             | Lattes                      | Palais des sports de Lattes                                               | 01.400                  |                    |                    |
| SLUC Nancy Basket                                                     | Nancy                       | Palais des Sports Jean-Weille                                             | 06.027                  |                    |                    |
| JSF Nanterre                                                          | Nanterre                    | Palais des Sports / Palais des sports Maurice-Thorez                      | 03.000                  |                    |                    |
| Nantes Basket Hermine                                                 | Rezé                        | Salle de la Trocardière, Palais des Sports de Beaulieu                    | 04.300                  |                    |                    |
| Orléans Loiret Basket                                                 | Orléans                     | Zénith d’Orléans, Palais des Sports d’Orléans                             | 05.538, 3.222           |                    |                    |
| Metropolitans 92                                                      | Paris                       | Stade Pierre de Coubertin, Palais des Sports Marcel Cerdan                | 04.200, 3.050           |                    |                    |
| Levallois Metropolitans                                               | Paris                       | Palais des Sports Marcel Cerdan                                           | 04.016                  |                    |                    |
| Paris-Levallois Basket                                                | Paris                       | Stade Pierre de Coubertin, Palais des Sports Marcel-Cerdan                | 04.200, 3.050           |                    |                    |
| Paris Basket Racing                                                   | Paris                       | Stade Pierre de Coubertin                                                 | 04.016                  |                    |                    |
| Paris Basketball                                                      | Paris                       | Halle Georges Carpentier, Arena Porte de la Chapelle                      | 05.009, 8.000           |                    |                    |
| ohne Verein                                                           | Paris                       | Accor Arena                                                               | 8000 bis 20.300 Plätze  |                    |                    |
| Élan Béarnais Pau-Lacq-Orthez                                         | Pau, Lacq, Orthez           | Palais des Sports de Pau                                                  | 07.700                  |                    |                    |
| ohne Verein                                                           | Pérols                      | Sud de France Arena                                                       | 010.800                 |                    |                    |
| Poitiers Basket 86                                                    | Poitiers                    | Salle Saint-Éloi, Les Arènes                                              | 02.700, 4.800           |                    |                    |
| Béliers de Kemper                                                     | Quimper                     | Salle Michel Gloaguen                                                     | 02.049                  |                    |                    |
| Chorale Roanne Basket                                                 | Roanne                      | Halle André Vacheresse                                                    | 05.020                  |                    |                    |
| Rouen Métropole Basket (früher: SPO Rouen Basket)                     | Rouen                       | Salle des Cotonniers, Kindarena                                           | 01.300, 4.500 bis 6.000 |                    |                    |
| Saint-Chamond Basket                                                  | Saint-Chamond               | Arena Saint-Étienne Métropole                                             | 04.200                  |                    |                    |
| Saint-Quentin BB                                                      | Saint-Quentin               | Palais des sports Pierre Rate                                             | 03.800                  |                    |                    |
| Saint-Vallier Basket Drôme                                            | Saint-Vallier               | Complexe sportif des deux Rives                                           | 02.132                  |                    |                    |
| Strasbourg IG                                                         | Straßburg                   | Rhenus Sport                                                              | 06.200                  |                    |                    |
| Tarbes Gespe Bigorre                                                  | Tarbes                      | Palais des sports du quai de l'Adour                                      | 01.650                  |                    |                    |
| Hyères Toulon Var Basket                                              | Hyères, Toulon              | Palais des Sports de Toulon, Espace 3000, Palais des sports Jauréguiberry | 04.700, 2.500, ?        |                    |                    |
| ASPO Tours                                                            | Tours                       |                                                                           |                         |                    |                    |
| JA Vichy Auvergne                                                     | Vichy                       | Palais des Sports Pierre Coulon                                           | 03.300                  |                    |                    |
| ESB Villeneuve-d’Ascq                                                 | Villeneuve-d’Ascq           | Le Palacium                                                               | 02.300                  |                    |                    |